# Dicranomyia (Dicranomyia) tipulipes
Dicranomyia (Dicranomyia) tipulipes is een tweevleugelige uit de familie steltmuggen (Limoniidae). De soort komt voor in het Afrotropisch en Oriëntaals gebied.